# كوثبرت دانيال
كوثبرت دانيال (بالإنجليزية: Cuthbert Daniel) هو إحصائي أمريكي، ولد في 27 أغسطس 1904، وتوفي في 8 أغسطس 1997.